# Elezioni generali in Nuova Zelanda del 2020
Le elezioni generali in Nuova Zelanda del 2020 si tennero il 17 ottobre per il rinnovo della Camera dei rappresentanti, contestualmente ad un referendum in tema di legalizzazione della cannabis per uso personale e di eutanasia.
In seguito all'esito elettorale, Jacinda Ardern, espressione del Partito Laburista, fu confermata nella carica di Primo ministro.

## Risultati
| Liste                                 | Nazionale | Nazionale | Nazionale | Circoscrizionale | Circoscrizionale | Circoscrizionale | Totale seggi |
| Liste                                 | Voti      | %         | Seggi     | Voti             | %                | Seggi            | Totale seggi |
| ------------------------------------- | --------- | --------- | --------- | ---------------- | ---------------- | ---------------- | ------------ |
| Partito Laburista della Nuova Zelanda | 1 443 545 | 50,01     | 19        | 1 357 501        | 48,07            | 46               | 65           |
| Partito Nazionale della Nuova Zelanda | 738 275   | 25,58     | 10        | 963 845          | 34,13            | 23               | 33           |
| Partito Verde della Nuova Zelanda     | 226 757   | 7,86      | 9         | 162 245          | 5,74             | 1                | 10           |
| ACT New Zealand                       | 219 031   | 7,59      | 9         | 97 697           | 3,46             | 1                | 10           |
| New Zealand First                     | 75 020    | 2,60      | -         | 30 209           | 1,07             | -                | -            |
| Partito delle Opportunità             | 43 449    | 1,51      | -         | 25 181           | 0,89             | -                | -            |
| New Conservative                      | 42 613    | 1,48      | -         | 49 598           | 1,76             | -                | -            |
| Partito Maori                         | 33 630    | 1,17      | 1         | 60 837           | 2,15             | 1                | 2            |
| Advance New Zealand                   | 28 429    | 0,98      | -         | 25 054           | 0,89             | -                | -            |
| Aotearoa Legalise Cannabis Party      | 13 329    | 0,46      | -         | 8 044            | 0,28             | -                | -            |
| ONE Party                             | 8 121     | 0,28      | -         | 6 830            | 0,24             | -                | -            |
| Altri <0,25%                          | 14 221    | 0,49      | -         | 37 157           | 1,32             | -                | -            |
| Totale                                | 2 886 420 | 100       | 48        | 2 824 198        | 100              | 72               | 120          |